# Fluten der Leidenschaft
Fluten der Leidenschaft (Originaltitel: Torrent) ist ein US-amerikanischer Stummfilm von Monta Bell aus dem Jahr 1926. Mit dem Film gab Greta Garbo ihr Leinwanddebüt für MGM.

## Handlung
Die junge und talentierte Sängerin Leonora und der angehender Politiker Rafael kennen sich von Kindheit an. Ihre Jugend ist geprägt von Klassenunterschieden und strengen Moralvorstellungen. Immer wieder muss Leonora erfahren, dass die Familie von Rafael sie nicht für gut genug hält, die Ehe mit ihrem Sohn einzugehen. Am Ende zwingt die dominante Mutter Rafael, sich mit einer Frau aus seiner sozialen Schicht zu verheiraten. Schweren Herzens nimmt Leonora Abschied und geht nach Paris, wo sie unter dem Künstlernamen La Brunna eine berühmte Opernsängerin wird.
Einige Jahre später treffen sich die beiden Liebenden durch Zufall in Südamerika. Während eines spektakulären Dammbruchs rettet der mittlerweile verwitwete Rafael Leonora das Leben und beide schaffen es am Ende, ein gemeinsames Leben zu führen.

## Hintergrund
Die ersten Monate in Hollywood waren für Greta Garbo alles andere als erfreulich. Das Studio sah in ihr zunächst nur eine weitere talentierte Schauspielerin aus Europa und kümmerte sich zunächst nur sehr wenig um sie. Nach einigen erfolgversprechenden Probeaufnahmen veranlasste Irving Thalberg, der Produktionschef des Studios, schließlich, dass Garbo nicht nur eine Diät zu machen habe, sondern auch die Hauptrolle in der Verfilmung von Fluten der Leidenschaft, nach dem Roman Entre Naranjos von Vicente Blasco Ibáñez übernehmen sollte. Ursprünglich war Aileen Pringle, eine andere Vertragsschauspielerin, für die Rolle vorgesehen.
Die Dreharbeiten selber verliefen kompliziert, da Greta Garbo nur wenig Englisch verstand und sich weder der Regisseur Monta Bell noch der eigentliche Star des Films, Ricardo Cortez, wirklich um sie kümmerten. Dazu kamen endlose Einmischungen von Mauritz Stiller, der ständig am Set anwesend war und seinem Schützling Tipps gab.

## Kinoauswertung
Die Uraufführung war am 21. Februar 1926.
Die Produktionskosten lagen mit 250.000 US-Dollar im Durchschnitt für eine MGM-Produktion der Zeit. Die Einspielergebnisse von 460.000 Dollar in den USA und 206.000 Dollar weltweit bedeuteten ein kumuliertes Gesamtergebnis von 668.000 US-Dollar und einen Gewinn in Höhe von 126.000 US-Dollar.

## Kritik
Die meisten Kritiker lobten Greta Garbo. So schrieb Mordaunt Hall in seiner Kritik vom 22. Februar 1926 in der New York Times:

„Greta Garbo, eine schwedische Schauspielerin, die in Deutschland relativ bekannt ist, macht ihr Debüt in Amerika. Ihre Fähigkeiten helfen ihr, die gesamte Aufmerksamkeit auf sich zu ziehen. […] Miss Garbo ist eine dunkle Erscheinung, mit schönen Augen und feinen Gesichtszügen.“